# Silver Moon
Albums de Donkeyboy
Caught in a Life
(2009)
Singles
1. City Boy
Sortie : 29 novembre 2011
2. Pull of the Eye
Sortie : 27 février 2012
3. Silver Moon
Sortie : 10 août 2012

Silver Moon est le deuxième album studio du groupe norvégien Donkeyboy. Il est sorti le 2 mars 2012.

## Classements des ventes
| Pays     | Meilleure position | Temps dans le classement |
| -------- | ------------------ | ------------------------ |
| Danemark | 35                 | 1 semaine                |
| Norvège  | 2                  | 19 semaines              |